# Stade Robert-Bobin
Das Stade Robert-Bobin ist ein Fußballstadion mit Leichtathletikanlage in der Gemeinde Bondoufle im Département Essonne in Île-de-France, 27 Kilometer südlich von Paris. Die Anlage bietet 18.850 Zuschauern Platz und wird derzeit von der Frauenfußballmannschaft des FC Fleury genutzt, der in der Division 1 Féminine, der höchsten französischen Liga spielt. Die Sportstätte ist nach Robert Bobin benannt, einem zweimaligen französischen Meister im Dreisprung und später Präsident des französischen Leichtathletikverbandes FFA.

## Geschichte
Der Bau wurde 1993 für die Leichtathletikwettbewerbe der Spiele der Frankophonie 1994 errichtet. Die Baukosten beliefen sich auf 111,5 Millionen Französische Franc (rund 17 Millionen Euro). In den 1990er Jahren fanden im Stade Robert-Bobin mehrere American-Football-Spiele statt, unter anderem das Casque d’Or, das Finale der französischen Meisterschaft 1993 und 1994 und das Finale der zweiten Liga 1995.
Ein Profiverein fehlte der Anlage jedoch. Hauptsächlich wurde es von Amateurvereinen und Schulen genutzt. In der Saison 1999/2000 bestritt der Fußballdrittligist AS Évry hier seine Heimspiele, wurde wegen finanzieller Probleme jedoch nach der Saison in die fünfte Liga versetzt. Paris Saint-Germain trug mehrere Freundschaftsspiele im Stade Robert Bobin aus und stellte am 24. Juli 2004 mit rund 18.500 Zuschauern gegen Juventus Turin einen Besucherrekord auf.
Ab 2013 war es Heimspielstätte der Frauenfußballmannschaft Juvisy FCF in der Division 1 Féminine. Die Mannschaft wurde 2017 Teil von Paris FC, spielte aber einen Großteil der Heimspiele weiter in Bondoufle, einige Spiele wurden im Stade Charléty ausgetragen. 2022 verabschiedete sich das Team aus Bondoufle und spielt nun ausschließlich im Stade Charléty.
Von 2016 bis 2020 spielten die Männer des FC Fleury im Stade Robert Bonin, bis ein neues Stadion (Stade Walter-Felder) in Fleury zur Verfügung stand. Nach der Abwanderung der Paris-FC-Frauen spielt seit 2022 die Frauenmannschaft des FC Fleury im Stade Robert Bonin.
Die Paris Musketeers aus der European League of Football (ELF) tragen die Spiele ab der Saison 2025 im Stade Robert-Bobin aus.